# 104-та окрема автомобільна бригада (Україна)
104-та окрема автомобільна бригада імені Остафія Дашковича (104 оавтбр) — з'єднання у складі Сил логістики ЗС України.
Бригада виконує завдання з перевезення озброєння, військової техніки, матеріально-технічних засобів за класами постачання, а також здійснює евакуацію пошкодженої техніки у бойових умовах.

## Історія
1 червня 1993 року з'єднання було сформовано як бригада матеріально-технічного забезпечення у місті Сміла Черкаської області.
1 червня 2003 року бригада була переформована у 104-й автомобільний батальйон.
З 6 березня 2014 року батальйон в умовах проведення антитерористичної операції на сході України здійснював підвезення матеріальних засобів, боєприпасів, паливно-мастильних матеріалів для багатьох військових частин.
Для покриття потреб із забезпечення військ у зоні бойових дій, під час 3 хвилі мобілізації у 2014 році, на базі батальйону був розгорнутий — 1647-й окремий автомобільний батальйон. В 2015 році додатково сформовано 1624-й окремий автомобільний батальйон підвезення пального. Новостворені підрозділи відразу долучились до виконання завдань в АТО, а потім в ООС.
1 грудня 2020 року три батальйони об'єднано в 104 окрему автомобільну бригаду.

### російсько-українська війна
З 1 березня 2014 року підрозділи брали участь в антитерористичній операції (АТО) на території Донецької та Луганської областей. Здійснювали забезпечення матеріально-технічними засобами для військових частин та підрозділів, які виконували завдання в антитерористичній операції.
Водії здійснювали підвезення зброї, боєприпасів, паливно-мастильних матеріалів, продовольства, тощо під постійним вогневим впливом противника, неодноразово потрапляючи під обстріли. Маршрути руху іноді пролягали замінованими ділянками. Підвезення майна здійснювалось захисникам Донецького та Луганського аеропортів, а також іншим військовим частинам та підрозділам по всій лінії зіткнення.
З 30 квітня 2018 року підрозділи продовжили виконання завдань щодо перевезення матеріально-технічних засобів в Операції Об'єднаних Сил на території Донецької та Луганської областей.

### російське вторгнення в Україну (2022)
24 лютого 2022 року бригада була приведена у повну бойову готовність, переведена на організацію і штат воєнного часу та брала участь у виконанні бойових завдань по забезпеченню підвезення майна за всіма класами постачання до угруповань військ, у зв'язку з військовою агресією російської федерації проти України.
З початку повномасштабної збройної агресії росії проти України водіями бригади пройдено більше 3 мільйонів кілометрів та перевезено більше 1 мільйона тон різноманітних вантажів.

### Вручення бойового прапору бригади
24 серпня 2023 року на Софіївській площі у м. Києві Президент України — Верховний Головнокомандувач Збройних Сил України Володимир Зеленський вручив Бойовий прапор автомобільній бригаді, як символ честі, доблесті та слави, як заклик до кожного військовослужбовця Збройних Сил України віддано служити Українському народові, мужньо, вміло і непохитно боронити Українську державу. Отримав Бойовий прапор — командир бригади полковник Майструк Петро Григорович.

## Структура
- управління (штаб)
- 1 автомобільний батальйон підвозу матеріально-технічних засобів
- 2 автомобільний батальйон підвозу матеріально-технічних засобів
- 3 автомобільний батальйон підвозу матеріально-технічних засобів
- 1 автомобільний батальйон підвозу пального
- 2 автомобільний батальйон підвозу пального
- автомобільний батальйон

## Командування (командири)
Полковник Майструк Петро Григорович (2020 — до т.ч.)

## Традиції

### Річниці
Щорічно бригада відзначає річницю 1 червня. Цей день вважається днем створення частини.

### Почесне найменування
23 серпня 2023 року, з метою відновлення історичних традицій національного війська, зважаючи на зразкове виконання покладених завдань особовим складом 104 окремої автомобільної бригади Сил логістики Збройних Сил України, Указом Президента України Володимира Зеленського бригаді присвоєно почесне найменування «імені Остафія Дашковича».

### Символіка
Нарукавний знак бригади має вигляд геральдичного щита, розподіленого оберненим ломаним кутоподібним діленням на синій та зелений кольори, з чорним кантом.
У верхній частині щита покладено стилізоване золоте окрилене колесо.
Золоте окрилене колесо символізує мобільність та вказує на специфіку діяльності бригади.
Обернене ломане кутоподібне ділення щита у поєднанні з кольорами вказують на приналежність бригади до Командування Сил логістики Збройних Сил України.